# 原田真義

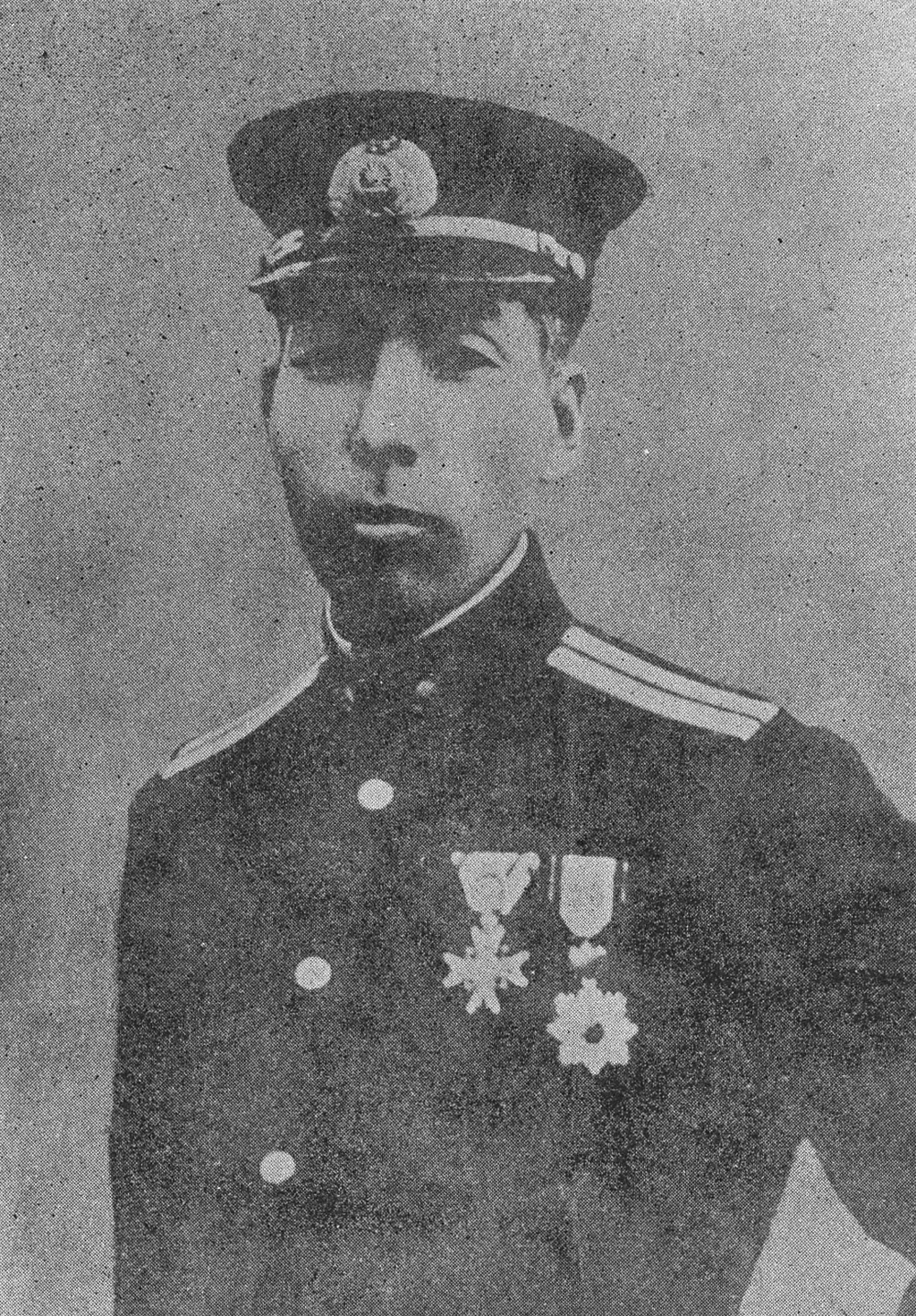
原田真義

原田 真義（はらだ まさよし、1861年5月12日（文久元年4月3日） - 1912年（明治45年）7月2日）は、明治時代の日本の司法及び鉄道官僚。独学で法律を学び、司法省で商法などの制定に関わる。後、鉄道局・鉄道院に入り、鉄道国有化、南満州鉄道設立などに関わった。正五位、勲四等、旭日小綬章受章。

## 生涯
1861年5月12日（文久元年4月3日）、江戸浅草にある石浜神社の宮司原田政義の息子として生まれる。公立図書館浅草文庫に通って独学した。
1878年、司法省傭員となる。司法省でフランス法、ローマ法などを研究。1882年2月、参議院書記生に任命され、法制部兼商法編纂御用掛となる。その後3年、会社条例、破産法などの各編纂御用掛になる。1885年12月、法制局に転勤し、1886年3月に再び商法編纂掛を兼任。1887年4月から法典調査会書記、同起草委員補助などを兼任し、種々の新法典制定に貢献したことから、勲六等に叙せられる。
その後、逓信省鉄道局に入り、鉄道局事務官となる。鉄道関係の法律の調査を担当し、1900年に公布された私設鉄道法やその関係法令・規則の制定に貢献した。後、鉄道国有化問題に際しても調査を命じられている。1904年の日露戦争においては鉄道作業局を兼務して軍事輸送関係法規の制定に奔走し、1906年にその功績によって双光旭日章を受章、金700円を下賜される。1908年、鉄道庁参事兼鉄道事務官兼臨時鉄道国有準備局事務官に任命。1909年、総務部事務課長兼建設部長事務課長となり、同年勲四等に叙せられ、瑞宝章を受ける。他にも、京仁鉄道の経営に関わったり、南満州鉄道株式会社設立委員事務取締役に任命されたりしている。
1912年5月から胃癌となる。危篤の報が政府に伝えられると、正五位に叙され旭日小綬章が与えられた。1912年7月2日、小石川区小日向の自宅に於いて卒去。墓所は雑司が谷霊園。

## 著作
- 『民法対照』(八尾書店、1896年)
- 『商法対照 : 旧法典仏独法』(出版者：八尾新助、1898年)